# Menkare
Menkare, auch Men-ka-Re, ist der Thronname eines altägyptischen Königs (Pharao) der 8. Dynastie (Erste Zwischenzeit).
Die Quellen für Belege zu Menkare sind sehr spärlich. Die Königsliste im Sethos I.-Tempel von Abydos (Nr. 41) nennt ihn als zweiten König der 8. Dynastie. Weitere Belege sind zeitgenössische Rollsiegel. Eines dieser Rollsiegel benennt auch gleichzeitig seinen Nachfolger, was Peter Kaplony als einen Anhaltspunkt für eine gemeinschaftliche Regierungszeit (Koregenz) deutet, wohingegen Thomas Schneider dies für unwahrscheinlich hält.